# Красногоровка (станция)
Красного́ровка — железнодорожная станция Донецкой железной дороги на линии Рутченково — Красноармейск между станциями Рутченково (16 км) и Роя (15 км). Расположена в городе Красногоровка.

## История
За время существования проектов железной дороги направления Рутченково — Гришино, этот раздельный пункт имел несколько наименований: Кристалл, Максимиляновка, Красная Горка, Красногоровский и, наконец, Красногоровка. Первое название связано с наличием в этих местах завода шамотного кирпича франко-российского Красногоровского общества, второе — с большим селом к западу от станции. Третья — с ближайшим населенным пунктом к северу от полустанка. Оно, наконец, и стало окончательно утверждённым.
История станции Красногоровка начинается с 1911 года, когда франко-русское Красногоровское общество построило подъездный путь от станции Рутченково до села Красная Горка, в районе которого находился их кирпичный завод. В 1912 году данный подъездной путь намеревались использовать представители проекта Рудниковой железной дороги, удлинив её не только до Кураховки, но и до Гришиного и Лозовой.

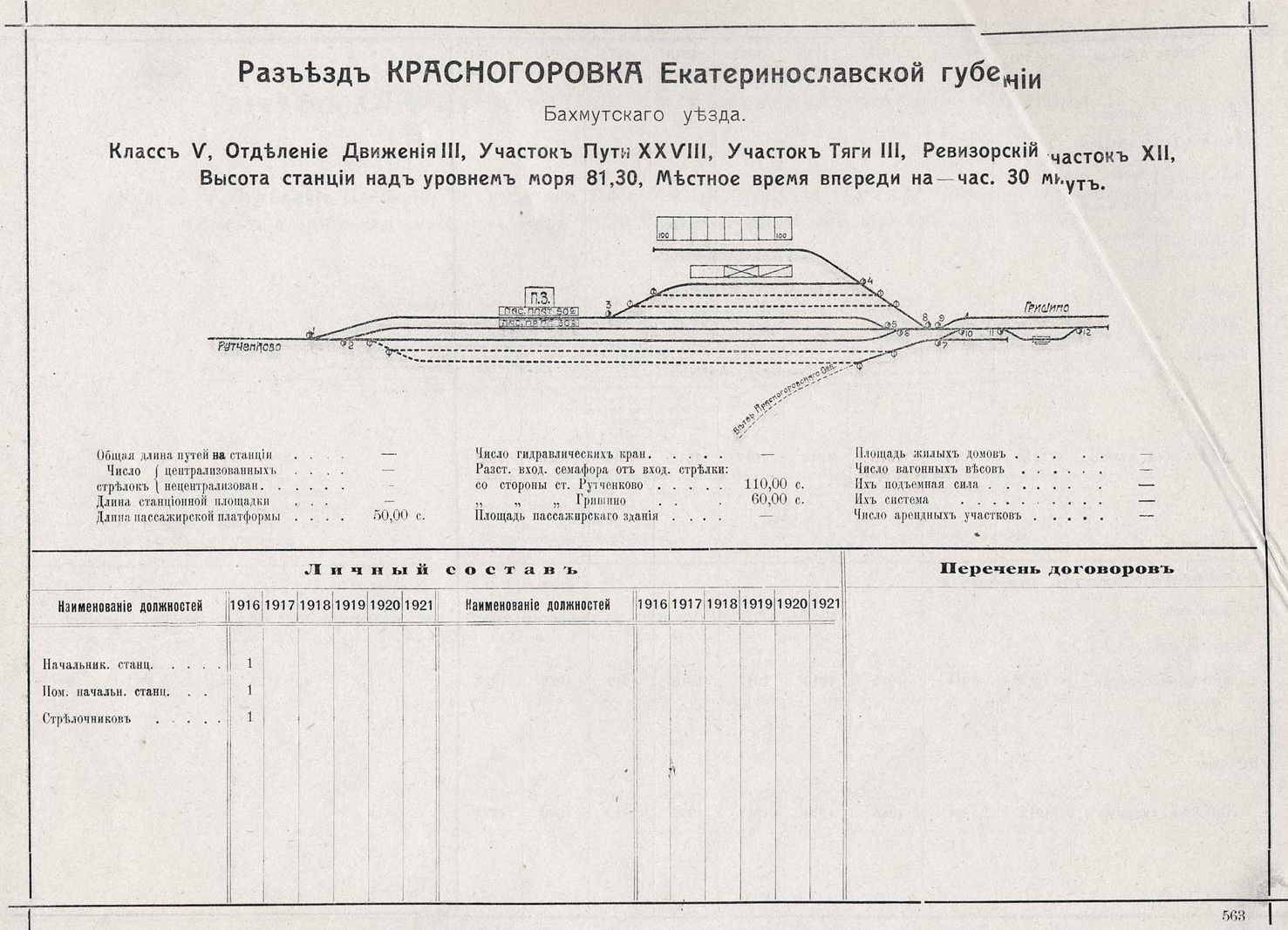
Путевое развитие станции на 1917 год

Строительство железной дороги Рутченково — Гришино (Покровск) началось в 1914 году. Участок Рутченково — Красногоровка был приведен в соответствие с требованиями к железным дорогам общего пользования и был передан Екатерининской железной дороге. Временное грузовое и пассажирское движение по участку железной дороги Рутченково — Красногоровка — Роя было открыто в ноябре 1915 года, постоянное — с января 1917 года. В мае 1917 года по железной дороге прошел первый пассажирский поезд. Тогда у станции Красногоровка было восемь путей, из них три — тупиковые. Планировалась укладка ещё четырёх путей.
Рядом с вокзальным зданием были оборудованы перрон протяженностью 100 метров, а также промежуточная пассажирская платформа протяженностью 64 метра. Для грузовой работы были возведены пакгауз, крытая и открытая товарные платформы, арендные участки под склады грузов, вагонные весы. От станции до завода шамотного кирпича было оборудование ветка Красногоровского общества протяженностью 2 версты. Штат станционных работников состоял из начальника станции, его помощника и стрелочника.
В первые годы Советской власти станция Красногоровка стала лидером по грузообороту среди станций своего участка. В 1923 году станция грузила 4,3 тыс. т и получила грузов 15,1 тыс. тонн. Одним из главных грузоотправителей был кирпичный завод, грузивший до 15 вагонов кирпича в сутки. Штат работников станции Красногоровка в 1924 году составлял 12 человек.

## Современность
Городское и грузовое сообщение на станции было прекращено в 2014 году, после начала боевых действий на Донбасс. 16-километровый участок был поврежден снарядами от Красногоровки до железнодорожной станции Роя. С августа 2021 года этот участок проверили на мины и расчистили от кустарников.
26 ноября 2021 года ремонтные работы на путях силами работников «Украинской железной дороги» и Марьинской военно-гражданской администрации были завершены, что способствовало восстановлению движения грузовых поездов от станции Роя до Красногоровки. Движение грузовых поездов на восстановленном участке способствует привлечению дополнительных средств в бюджет общины.
В ходе боев за Красногоровку станцию захватила Россия.